# Daily Star Sunday
Daily Star Sunday este un ziar britanic deținut de compania media Northern & Shell, aflată în proprietatea omului de afaceri Richard Desmond. Ziarul a fost înființat în anul 2002, ca ediție de duminică a ziarului Daily Star.
În luna mai 2008, ziarul avea un tiraj de 366.503 exemplare.